# Objektbetreuung
Die Objektbetreuung ist in den Leistungsbildern der Objekt- und Fachplanung nach der Honorarordnung für Architekten und Ingenieure die 9. Leistungsphase.

## Begriff
Im Blatt 1 der VDI 4700 wird die Objektbetreuung als neunte und letzte Leistungsphase des Leistungsbild Gebäude und Innenräume der HOAI definiert. Als Anmerkung heißt es hier: „In dieser Phase überprüft der Ingenieur oder Architekt das Gebäude nochmals auf mögliche Mängel bevor die Gewährleistungsfristen ablaufen. [in Anlehnung an HOAI]“ Als Ziel dieser Richtlinie wird die zweifelsfreie Verwendung der anzuwendenden Begriffe in den Regelwerken der Bau- und Gebäudetechnik genannt.
Umgangssprachlich wird Objektbetreuung auch manchmal mit Facilitymanagement gleichgesetzt. Dies ist in Hinblick auf die durch die HOAI als Leistungsumfang für Planer beschriebenen Prozesse in der Leistungsphase 9 in Abgleich zu der Definition von Facility Management falsch. Auch in den einschlägigen, deutschsprachigen Normen und Richtlinien zum Facility Management gibt es keinen Hinweis, dass eine Gleichsetzung dieser beiden Begriffe vorgesehen ist.

## Leistungen in der Objektplanung
Bei der Objektplanung sind für die Objektbetreuung bei den Leistungsbildern Gebäude und Innenräume (§ 34) und Freianlagen (§ 39) je 2 Prozent und bei den Leistungsbildern Ingenieurbauwerke (§ 43) und Verkehrsanlagen (§ 47) je 1 Prozent der Honorare nach HOAI bewertet. Die in Anlage 10 bis 13 beschriebenen Grundleistungen sind in den vier Leistungsbildern der Objektplanung gleich:
- a) Fachliche Bewertung der innerhalb der Verjährungsfristen für Gewährleistungsansprüche festgestellten Mängel, längstens jedoch bis zum Ablauf von fünf Jahren seit Abnahme der Leistung, einschließlich notwendiger Begehungen
- b) Objektbegehung zur Mängelfeststellung vor Ablauf der Verjährungsfristen für Mängelansprüche gegenüber den ausführenden Unternehmen
- c) Mitwirken bei der Freigabe von Sicherheitsleistungen

Die in der Kategorie Besondere Leistungen genannten Leistungen, also Leistungen, die gesondert vergütet werden müssen, unterscheiden sich hingegen. Im Leistungsbild Freianlagen sind zum Beispiel nachfolgende Leistungen aufgeführt:
- Überwachung der Entwicklungs- und Unterhaltungspflege
- Überwachen von Wartungsleistungen
- Überwachen der Mängelbeseitigung innerhalb der Verjährungsfrist

## Leistungen in der Fachplanung
Unter Fachplanung sind die Leistungsbilder Tragwerksplanung (§ 51) und Technische Ausrüstung (§ 55) der HOAI (Fassung 2013) zusammengefasst. Das Leistungsbild der Tragwerksplanung umfasst lediglich die Leistungsphasen 1 bis 6, folgerichtig sind in der Anlage 14 in der Leistungsphase 9 keine Grundleistungen genannt. Es wird allerdings ein Beispiel für Besondere Leistung genannt: „Baubegehung zur Feststellung und Überwachung von die Standsicherheit betreffenden Einflüssen“ benannt.
Im Leistungsbild Technische Ausrüstung sind für die Objektbetreuung 1 Prozent der Honorare des § 56 der HOAI 2013 bewertet. In der Anlage 15 zum Leistungsbild Technische Ausrüstung sind in der Leistungsphase 9 die gleichen Grundleistungen wie in der Objektplanung genannt:
- a) Fachliche Bewertung der innerhalb der Verjährungsfristen für Gewährleistungsansprüche festgestellten Mängel, längstens jedoch bis zum Ablauf von fünf Jahren seit Abnahme der Leistung, einschließlich notwendiger Begehungen
- b) Objektbegehung zur Mängelfeststellung vor Ablauf der Verjährungsfristen für Mängelansprüche gegenüber den ausführenden Unternehmen
- c) Mitwirken bei der Freigabe von Sicherheitsleistungen

Als Besondere Leistungen werden Nachfolgende genannt:
- Überwachen der Mängelbeseitigung innerhalb der Verjährungsfrist
- Energiemonitoring innerhalb der Gewährleistungsphase, Mitwirkung bei den jährlichen Verbrauchsmessungen aller Medien
- Vergleich mit den Bedarfswerten aus der Planung, Vorschläge für die Betriebsoptimierung und zur Senkung des Medien- und Energieverbrauches

## Änderungen in der HOAI 2013 zur HOAI 2009
In der HOAI 2009 war eine Grundleistung zum Überwachen der Mängelbeseitigung enthalten. Deren Aufwand war im Umfang nur schwierig kalkulierbar. Daher wurde diese gestrichen und bei einigen Leistungsbildern als Beispiel für eine besondere Leistung genannt. Sie kann somit zukünftig zum Beispiel auf Zeithonorarbasis beauftragt werden. Durch die neu aufgenommene Grundleistung der fachlichen Bewertung der Mängel einschließlich notwendiger Begehungen wird sichergestellt, dass der beauftragte Architekt oder Ingenieur auch nach Abschluss des Projekts dem Bauherrn bei auftretenden Mängeln zur Seite steht und eine verursachungsgerechte Inanspruchnahme des Schädigers ermöglicht wird.
Mit der fachlichen Bewertung der Mängel soll in erster Linie die Zuordnung des Mangels zu einem Bau- oder Planungsbeteiligten aus fachlicher Sicht sichergestellt werden. Eine Bewertung mit der Qualität und Ausführlichkeit eines Sachverständigengutachtens ist nicht Gegenstand dieser Grundleistung.
Mit der HOAI 2009 wurde die Frist zur Überwachung der Mängelbeseitigung gemäß § 13 Abs. 4 VOB/B auf vier Jahre festgelegt. Da diese nicht in jedem Fall die Vertragsgrundlage bildet, wurde die Frist für die fachliche Bewertung der festgestellten Mängel an § 438 Abs. 1 Nr. 2 BGB auf fünf Jahre angepasst.

## Gerichtsurteile
Eine etwaige Vermutung, dass dem mündlich beauftragten Architekten im Zweifel die gesamten zum Leistungsbild gehörenden Arbeiten übertragen sind, erstreckt sich nicht auf die Objektbetreuung. Das OLG Düsseldorf hat festgestellt, dass die Objektbetreuung und Dokumentation eine Zusatzleistung darstellt, die lediglich zum Zwecke einer einheitlichen Darstellung des Architektenhonorars an das normale Leistungsbild angekoppelt worden ist.